# Thomas Heurtaux
Thomas Heurtaux (Lisieux, 3 de julho de 1988) é um futebolista profissional francês que atua como zagueiro.

## Carreira

### Caen
Thomas Heurtaux começou a carreira no Caen.

### Udinese
Heurtaux se transferiu para a Udinese Calcio, em 2012.